# Talawi Mudik
Talawi Mudik is een bestuurslaag in het regentschap Sawah Lunto van de provincie West-Sumatra, Indonesië. Talawi Mudik telt 2668 inwoners (volkstelling 2010).